# Episodi di China, IL (seconda stagione)
La seconda stagione della serie animata China, IL, composta da 10 episodi, è stata trasmessa negli Stati Uniti da Adult Swim dal 22 settembre 2013 al 24 novembre 2013.
In Italia la stagione è stata interamente pubblicata dal servizio on demand TIMvision il 6 dicembre 2016.
| n° | Titolo originale               | Titolo italiano                 | Prima TV USA      | Pubblicazione Italia |
| -- | ------------------------------ | ------------------------------- | ----------------- | -------------------- |
| 1  | The Perfect Lecture            | La lezione perfetta             | 22 settembre 2013 | 6 dicembre 2016      |
| 2  | Is College Worth It?           | Vale la pena andare al college? | 29 settembre 2013 | 6 dicembre 2016      |
| 3  | Do You Know Who You Look Like? | Lo sai a chi assomigli?         | 6 ottobre 2013    | 6 dicembre 2016      |
| 4  | The Diamond Castle             | Il castello di diamanti         | 13 ottobre 2013   | 6 dicembre 2016      |
| 5  | Kenny Winker Rules             | I consigli di Kenny Winker      | 20 ottobre 2013   | 6 dicembre 2016      |
| 6  | China-Man Begins               | Cina Man è in città             | 27 ottobre 2013   | 6 dicembre 2016      |
| 7  | Total Validation               | Verifica totale                 | 3 novembre 2013   | 6 dicembre 2016      |
| 8  | Surfer God                     | Il dio del surf                 | 10 novembre 2013  | 6 dicembre 2016      |
| 9  | Prank Week                     | La settimana degli scherzi      | 17 novembre 2013  | 6 dicembre 2016      |
| 10 | Wild Hogs                      | Cinghiali selvatici             | 24 novembre 2013  | 6 dicembre 2016      |

## La lezione perfetta
- Titolo originale: The Perfect Lecture
- Diretto da: Griffith Kimmins
- Scritto da: Brad Neely

### Trama
Frank è disperato perché non riesce ad essere apprezzato dagli studenti come il fratello Steve e sogna di fare una lezione perfetta e diventare l'idolo degli studenti. Mentre fa la solita lezione noiosa viene colpito da un fulmine e i ragazzi mostrano un minimo di entusiasmo così decide di ripetere tutto quello che ha fatto durante la giornata.
- Ascolti USA: telespettatori 1.285.000 – rating/share 18-49 anni[3].

## Vale la pena andare al college?
- Titolo originale: Is College Worth It?
- Diretto da: Griffith Kimmins
- Scritto da: Brad Neely

### Trama
Il rettore è stufo di non guadagnare niente, così decide di dare il minimo sindacale ai professori e di aumentare la retta a 500000 dollari. Pony è disperata. Vuole continuare a studiare, ma non ha i soldi.
- Ascolti USA: telespettatori 1.286.000 – rating/share 18-49 anni[4].

## Lo sai a chi assomigli?
- Titolo originale: Do You Know Who You Look Like?
- Diretto da: Griffith Kimmins
- Scritto da: Brad Neely

### Trama
Steve deve assumere due nuovi insegnanti e decide di fare un piacere a Baby Cakes e accettare senza colloquio un suo amico. Il nuovo insegnante è assolutamente identico a Steve, tanto che tutti lo scambiano per lui.
- Ascolti USA: telespettatori 1.517.000 – rating/share 18-49 anni[5].

## Il castello di diamanti
- Titolo originale: The Diamond Castle
- Diretto da: Griffith Kimmins
- Scritto da: Brad Neely

### Trama
Frank scopre degli indizi per ritrovare il castello di diamanti di Jefferson e decide di seguirli. Con lui divideranno l'avventura Baby Cakes e il presidente Reagan. Nel frattempo al college arriva un'ispettrice. Ogni anno è Frank a occuparsi di lei.
- Ascolti USA: telespettatori 1.436.000 – rating/share 18-49 anni[6].

## I consigli di Kenny Winker
- Titolo originale: Kenny Winker Rules
- Diretto da: Griffith Kimmins
- Scritto da: Brad Neely

### Trama
Il grande cantante rock Winny è in città. Tutti gli uomini vanno pazzi per la sua musica e lo adorano al punto da prendere per oro colato tutto quello che dice nelle sue canzoni. I testi sono anti femministi e questo gli causa l'odio delle donne. Lui non ne è consapevole e sarà Baby Cakes a svelargli la verità.
- Ascolti USA: telespettatori 1.407.000 – rating/share 18-49 anni[7].

## Cina Man è in Città
- Titolo originale: China-Man Begins
- Diretto da: Griffith Kimmins
- Scritto da: Brad Neely

### Trama
Il conduttore del notiziario è costretto dal sindaco a parlare bene di China, nell'Illinois, e crea una rubrica: "la persona del giorno" per elogiare i suoi abitanti. Frank decide che deve essere lui la persona del giorno e scommette con tutti di riuscire a farsi notare. Ci proverà in tutti i modi, senza riuscirci.
- Ascolti USA: telespettatori 1.731.000 – rating/share 18-49 anni[8].

## Verifica totale
- Titolo originale: Total Validation
- Diretto da: Griffith Kimmins
- Scritto da: Brad Neely

### Trama
Steve pensa di aver trovato finalmente la sua anima gemella e parte con lei per la casa sul lago di famiglia dove conoscerà i suoi genitori. Prima di andare, si fa convincere dalla ragazza a vedere Toy Story 3. Il film non gli piace, ma Kally e suo padre sono fan sfegatati della pellicola e durante la cena inizia una discussione accesa.
- Ascolti USA: telespettatori 1.553.000 – rating/share 18-49 anni[9].

## Il dio del surf
- Titolo originale: Surfer God
- Diretto da: Griffith Kimmins
- Scritto da: Brad Neely

### Trama
Il professor Cakes inventa un traduttore portatile che permette alla gente di parlare il linguaggio dei giovani e usa Frank come cavia per testarlo. Frank inizia immediatamente ad avere successo tra gli studenti e questo lo convince a non separarsi più dal congegno.
- Ascolti USA: telespettatori 1.575.000 – rating/share 18-49 anni[10].

## La settimana degli scherzi
- Titolo originale: Prank Week
- Diretto da: Griffith Kimmins
- Scritto da: Brad Neely

### Trama
È la settimana dello scherzo al college e Steve fa un brutto scherzo a Frank che per vendicarsi gli fa la pipì addosso mentre sono in diretta televisiva. Steve si arrabbia e fa bandire il fratello dalla scuola.
- Ascolti USA: telespettatori 1.566.000 – rating/share 18-49 anni[11].

## Cinghiali selvatici

Frank Smith insieme al gruppo di cinghiali che ha invaso il campus.

- Titolo originale: Wild Hogs
- Diretto da: Griffith Kimmins
- Scritto da: Brad Neely

### Trama
Il rettore nota che in giro per il college ci sono dei cinghiali ed essendo l'unica cosa al mondo di cui ha paura, decide di formare una squadra per distruggere il branco mentre lui è chiuso nel il suo garage.
- Ascolti USA: telespettatori 1.141.000 – rating/share 18-49 anni[12].